# Surteraset

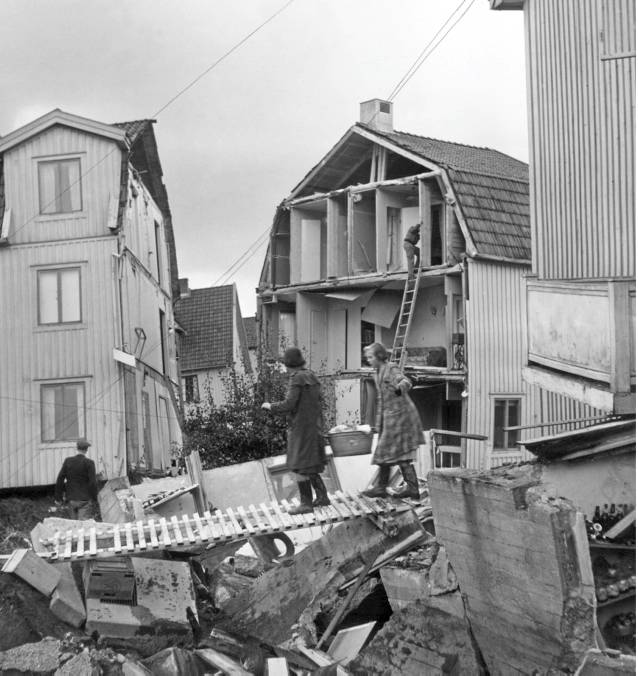
På bilden syns ett hus som klövs mitt itu och båda delarna gav sig i väg mot älven. Kvinnorna balanserar på ett liggande staket bland ruinerna.

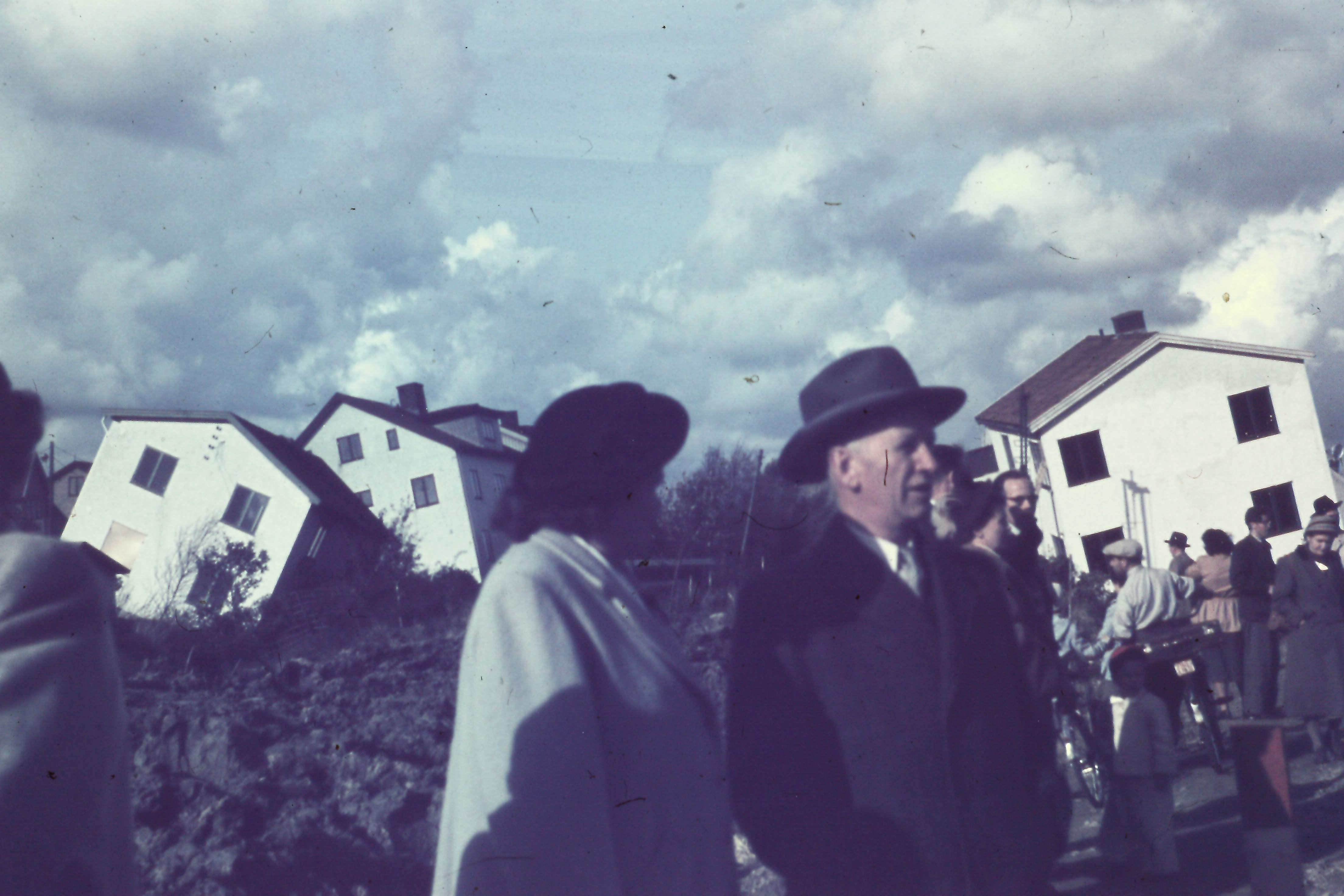
Bilden visar några av husen som förflyttades i raset.

Surteraset var ett av efterkrigstidens många jordskred i Västsverige och inträffade 1950 i Surte, cirka 15 kilometer norr om Göteborg. 
Skredet ägde rum den 29 september klockan 08.11 vid Surte södra station, där ett tåg med 800 passagerare passerat några minuter tidigare. Skredet varade i mindre än tre minuter. Det var 400 meter brett och 600 meter långt (24 hektar), med en uppskattad jordvolym på 3 miljoner m³ och en vikt på 10 miljoner ton, och kanade ut mot och delvis ner i Göta älv. Rasmassan kom sedan att blockera älven för större båttrafik i flera veckor. Husen som drogs med i skredet färdades upp till 150 meter. En person omkom, fler än 30 bostadshus förstördes och över 450 familjer blev hemlösa.
Muddringen av Göta älv inleddes nästan direkt för att kunna återställa den då livliga båttrafiken och leddes av dåvarande Vattenfallsstyrelsen. I den första etappen, som färdigställdes inom ett par veckor, hade de tre mudderverken muddrat 80 000 kubikmeter lera, vilket gav båtar med 3 meters djupgående möjlighet att passera. Katastrofberedskapen var tämligen god och inom en månad hade väg-, järnväg- och sjöfartstrafik återigen kommit igång.
Händelsen blev en nyhet även utanför Sveriges gränser. Bland annat skildras raset i ett bildreportage i den amerikanska tidskriften Life, 6 november 1950.